# ميليسانو
ميليسانو (بالإيطالية: Melissano)‏ هي بلدية في مقاطعة ليتشي في إقليم بوليا الإيطالي.

## السكان
في سنة 1861 بلغ عدد السكان 1٬121 نسمة، وتطور العدد ليصل في سنة 2011 لـ 7٬307 نسمة.
يظهر هذا المخطط البياني تطور النمو السكاني لـ ميليسانو

## توأمة
لميليسانو اتفاقيات توأمة مع:
- فيرغريتو